# Ozaena (geslacht)
Ozaena is een geslacht van kevers uit de familie van de loopkevers (Carabidae). De wetenschappelijke naam van het geslacht is voor het eerst geldig gepubliceerd in 1812 door Olivier.

## Soorten
Het geslacht Ozaena omvat de volgende soorten:
- Ozaena boucheri Deuve, 2001
- Ozaena convexa Banninger, 1927
- Ozaena dentipes Olivier, 1812
- Ozaena ecuadorica Banninger, 1949
- Ozaena elevata Banninger, 1956
- Ozaena grossa Banninger, 1927
- Ozaena lemoulti Banninger, 1932
- Ozaena linearis Banninger, 1927
- Ozaena manu Ball & Shpeley, 1990
- Ozaena martinezi Ogueta, 1965
- Ozaena maxi Ball & Shpeley, 1990
- Ozaena moreti Deuve, 2001